# Дневник бесне домаћице (роман)
Дневник бесне домаћице (енгл. Diary of a Mad Housewife) је роман америчке ауторке Су Кофман. Објављен је 1967. године.

## Радња
Јунакиња романа Бетина Болзер је образована домаћица из више средње класе која живи на Западном Менхетну с две ћерке, слушкињом, псом и мужем. Њен муж Џонатан Болзер, либерални демократа који по сваку цену жели што бољи положај у друштву, примећује да је Тина у последње време прилично одсутна и убеђује је да потражи помоћ психијатра.
Бетина и сама посумња да полако луди и тада почиње да пише тајни дневник као вид терапије и прибежишта. Пишући о себи, о многобројним страховима (страху од железнице, аутомобила, мостова, тунела, висине, дубине, напуштених паркова, гужве, зубара, пчела, паука, длакавих мољаца, великих таласа...) и о својим најближима, она покушава да осмисли свој једноличан живот. Њена искрена запажања охрабриће је да се упусти у нове изазове. То укључује и ванбрачну романсу са драмским писцем. 
Током шест месеци дневничких уноса, приметна је трансформација Тине која одбацује додељене улоге мајке, супруге и домаћице и на сваком плану почиње да преиспитује свој положај у друштву и мења га.

## Ликови
- Бетина (Тина) Болзер - "бесна" домаћица
- Џонатан Бозер - Бетинин муж
- деца - две ћерке: Лиз и Силвија
- Лоти - кућна помоћница
- Бетин љубавник - драмски писац Џорџ

## Пријем
Дневник бесне домаћице ослања се на друге „женске" романе, пре свега Други пол Симон де Бовоар и Мистику женствености Бети Фридан које су обе истраживале све оне подземне струје женског живота и њихов положај у свету. На неки начин, роман Кофманове најавио је седамдесете и оснаживање жена у сваком погледу у америчком друштву. 

## Aдаптацијa
Дневник бесне домаћице био је довољно интригантан и инспиративан да се по њему сними филм "Дневник луде домаћице" са Кери Сноџерс у насловној улози. Филм је био номинован за Оскара, добио је Златни глобус.